# 雷洁琼
雷洁琼（1905年9月12日—2011年1月9日），曾用名洁群，祖籍广东台山，生于广东广州，中华人民共和国社会学家、法学家、社会活动家、教育家及政治人物，原副国级领导人。中国民主促进会的主要创始人之一。在民进第七届五中全会上，被增选为中央委员会主席；并连任第八、第九届民进中央主席；曾任第六届全国政协副主席，第七届、第八届全國人大常委會副委员长(副國級領導人)、全国妇联执委、副主席等职。
美国南加州大学社会学硕士。生前曾任北京大学社会学系教授、博士生导师，主要研究领域：社会学，法学，中国人口、妇女、婚姻、家庭、社会保障、老龄问题等；曾是中国社会学学会名誉会长，北京市社会学学会名誉会长，燕京研究院名誉董事长，中国老教授协会名誉会长。

## 生平

### 早年
清光绪三十一年（1905年），雷洁琼出生于广州。祖父雷嵩学早年因家境贫寒赴美国打工，多年后转为经商。父亲雷子昌留在国内读书，并考取了清朝举人，后任律师兼报社编辑；因受到维新改良主义的影响，思想开明。受家庭环境影响，雷洁琼从小就有大量阅读书籍的习惯。
1913年，雷洁琼考入广东省立女子师范学校小学部，一直读到该校师范预科。五四运动时期，曾任该校学生联合会的宣传部长参加学运，走上街头。后在广州圣希理达教会学校学习英语。
1924年，雷洁琼赴美国求学。先在加州大学修化学工程，后转斯坦福大学选修远东问题方面的课。最后在南加州大学以论文《美国华侨的第二代》获得社会学硕士学位，并荣获留学生优秀成绩银瓶奖。

### 民国时期
1931年回国后，受聘到北平燕京大学社会学系任教。期间，经常带领学生深入民间进行社会调查，并发表了《平绥沿线天主教会概况》、《儿童福利问题》等有影响的文章，甚至提出过“节制生育”。
1935年，“一二·九”学生运动爆发，雷洁琼是燕京大学唯一参加这次游行的女教师。她和学生们一起，走上街头，反对日本侵略者。
抗日战争爆发后，雷洁琼辞掉燕京大学的工作，来到江西参加抗日救亡工作和妇女运动。她组织培训妇女干部，著书办刊，发动群众参加抗日。工作期间，雷洁琼历任中华民国江西省妇女指导处督导主任，省地方政治讲习院妇女班主任，省妇女生活改进会顾问，省伤兵管理处慰劳课上校课长，江西战时妇女干部训练班主任等职，并曾任江西泰和中正大学。她结识了许多政界人士，如许德珩、周恩来、蒋经国等。
1941年5月，雷洁琼离开江西回到上海沦陷区，受聘为东吴大学教授，并兼任沪江大学、圣约翰大学、华东大学、震旦女子文理学院教授。 同年，和社会学家严景耀结婚。
抗日战争胜利后，雷洁琼重返燕京大学任教。当时雷洁琼夫妇经常参加上海文化界和工商界人士组织的“星期二聚餐会”。1945年12月30日，在上海爱麦虞限路（现绍兴路）中国科学社，马叙伦、许广平、赵朴初、郑振铎等文化界人士与王绍鳌等工商界人士共同发起并创建中国民主促进会。
1946年6月23日，41岁的雷洁琼作为最年轻的代表，随上海人民团体联合会组成的“赴京和平请愿团”，在到达南京下关车站时，代表团遭到反對人士的殴打攻擊，雷洁琼身负重伤。1949年1月，应中共中央之邀，雷洁琼赴西柏坡访问，并到拜会了毛泽东和中共其他领导人。

### 中华人民共和国成立后
1949年6月，雷洁琼在北京出席了新政协会议，并参与起草了《中央人民政府组织法》；是中华人民共和国的筹建人之一。1952年起，担任北京政法学院副教务长兼教授。
1957年反右期间，她未受直接的冲击。文化大革命开始后，其夫妇二人与政法学院师生一起下放农村改造。1972年被周恩来点名调回北京，转任北京大学国际政治系教授，工作以翻译资料为主。
1979年，时年74岁的雷洁琼出任北京市副市长，主管民政、民族和宗教工作。1982年，她主导恢复了北京大学的社会学系，并兼任该系教授和博士生导师。 曾历任政务院文教委员会委员，国务院专家局副局长，北京市政协副主席，香港基本法起草委员会委员，澳门基本法起草委员会副主任，全国妇联副主席等职。
1986年，被增选为第六届全国政协副主席；1987年6月，接任中国民主促进会中央主席；1988年4月，在第七届全国人民代表大会第一次会议上，当选全国人大常委会副委员长；1993年3月，连任第八届全国人大常委会副委员长职务。1997年12月，在民进第十次全国代表大会上，卸任主席职务的同时，被推举为民进中央名誉主席。
2008年北京大学建校110周年之际，被评为第三届杰出校友奖。
2011年1月9日17时38分，在北京病逝，享嵩壽106岁。

## 社会活动
雷洁琼不仅参与了中国许多重要法律的起草和制定工作，还奔波于中国各地检查执法情况。1985年起，雷洁琼更是参与领导和制定《香港基本法》和《澳门基本法》。1997年7月1日，91岁高龄的雷洁琼还亲赴香港，出席了香港回歸儀式。在担任国家领导人期间，雷洁琼更是会见来自世界众多国家和地区的元首、政府首脑、以及各界要人；曾出访过20多个国家和地区。

## 家庭
1941年7月5日，雷洁琼和严景耀结婚；二人婚后没有子女。严景耀于1976年病故。

## 主要著作
- 《中国家庭问题研究讨论》（1937年）；
- 《妇女问题讲座》（1939－1940年）；
- （三十六年来妇女运动的总检讨》（1941年）
- 《关于社会学的几点意见》(1981年)
- 《社会学与民政工作》(1983年)
- 《中国婚姻家庭问题》(1985年)
- 《社会学与社会改革》(1987年)
- 《新中国建立以来婚姻家庭制度的变革》(1988年)
- 《改革以来中国农村婚姻家庭的新变化》(1994年)
- 《雷洁琼文集》（1994年）
- 《农村妇女地位研究》
- 《现代妇女问题与妇女运动》
- 《老龄问题及其对社会发展的影响》等[8]。